# Boshof
Boshof è un centro abitato del Sudafrica, situato nella provincia del Free State. 